# Liste des ascensions du Tour de France dans les Alpes
Pour un article plus général, voir liste des ascensions du Tour de France.

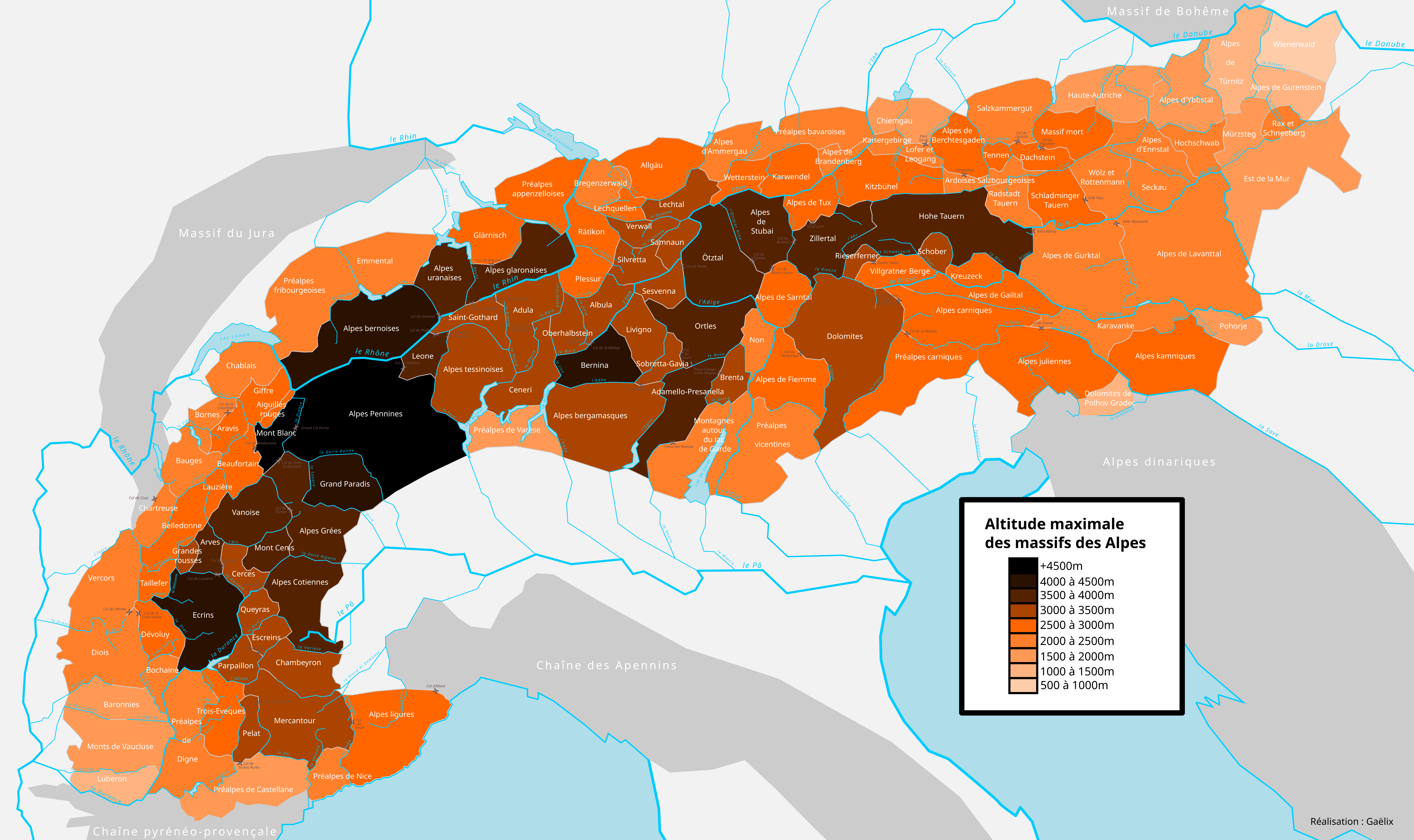
Carte des différents massifs alpins.

La liste des ascensions du Tour de France dans les Alpes répertorie les cols et les côtes empruntés lors de la course cycliste par étapes du Tour de France dans le massif montagneux des Alpes,,.
Le col du Galibier qui relie les départements de la Savoie au nord et des Hautes-Alpes au sud, franchi dès 1911, est le sommet le plus emprunté par le parcours de l'épreuve (63 fois). Le Souvenir Henri-Desgrange récompense le coureur franchissant ce col en premier.
Parmi les cols emblématiques des Alpes dans le Tour de France, plusieurs ont été franchis à plus de 30 reprises depuis 1903 : le col du Télégraphe (43 fois), le col des Aravis (42), le col d'Izoard (36), le col de Vars (35), le col d'Allos (34) et L'Alpe d'Huez (32) . 
Cols franchis à moins de 30 reprises mais mythiques :la Col de la bonnette-restefond  (4)  et Col de la Cayolle (3) 
Le col de la Bonette (2 802 m) constitue le col le plus élevé gravi par les coureurs dans les Alpes ; 26 ascensions des Alpes ont été classées hors-catégorie.
Les cols franchis par le Tour de France dans les Alpes sont répartis sur trois pays, la France, l'Italie et la Suisse.

## Liste
| Ascension                           | Département                               | Massif                                       | Catégorie       | Altitude (min/max) | Année | Total |
| ----------------------------------- | ----------------------------------------- | -------------------------------------------- | --------------- | ------------------ | --- | ----- |
| col Agnel                           | Piémont / Hautes-Alpes                    | Escreins                                     | HC              | 2 744 m            | 2008, 2011 | 2     |
| col d'Allos                         | Alpes-de-Haute-Provence                   | Pelat / Trois-Évêchés                        | 1er, 2e         | 2 247 m            | 1911, 1912, 1913, 1914, 1919, 1920, 1921, 1922, 1923, 1924, 1925, 1926, 1927, 1928, 1929, 1930, 1931, 1932, 1933, 1934, 1935, 1936, 1937, 1938, 1939, 1947, 1948, 1949, 1957, 1967, 1969, 1975, 2000, 2015 | 34    |
| L'Alpe d'Huez                       | Isère                                     | Grandes Rousses                              | HC, 1er         | 1 765 m/1 860 m    | 1952, 1976, 1977, 1978, 1979 (x2), 1981, 1982, 1983, 1984, 1986, 1987, 1988, 1989, 1990, 1991, 1992, 1994, 1995, 1997, 1999, 2001, 2003, 2004, 2006, 2008, 2011, 2013 (x2), 2015, 2018, 2022 | 32    |
| Montée de l'altiport de Megève      | Haute-Savoie                              |                                              | 2e              | 1 382 m            | 2022 | 1     |
| côte d'Arâches                      | Haute-Savoie                              |                                              | 2e              | 964 m/1 050 m      | 1980, 2009 | 2     |
| col des Aravis                      | Haute-Savoie                              | Les Aravis                                   | 1er, 2e, 3e     | 1 487 m            | 1911, 1912, 1913, 1914, 1919, 1920, 1921, 1922, 1923, 1924, 1925, 1926, 1927, 1928, 1929, 1930, 1931, 1932, 1933, 1934, 1935, 1936, 1937, 1948, 1955, 1960, 1968, 1975, 1980, 1982, 1983, 1984, 1987 1989, 1990, 1991, 2000, 2002, 2006, 2010, 2016, 2020, 2023 | 42    |
| Les Arcs                            | Savoie                                    | Tarentaise                                   | 1er             | 1 700 m            | 1996 | 1     |
| Montée d'Aussois                    | Savoie                                    | Vanoise                                      | 2e              | 1 467 m            | 2019 | 1     |
| Avoriaz                             | Haute-Savoie                              | ?                                            | 1er             | 1 796 m/1 850 m    | 1975, 1977, 1979, 1983, 1985, 1994, 2010 | 7     |
| col de la Bataille                  | Drôme                                     | Vercors                                      | 2e              | 1 313 m            | 1987, 1996 | 2     |
| col du Barios                       | Isère                                     | Belledonne                                   | 2e              | 1 041 m            | 1980, 1981 | 2     |
| col Bayard                          | Hautes-Alpes                              | Dévoluy/Écrins                               | 2e, 3e          | 1 210 m/1 264 m    | 1905, 1906, 1907, 1908, 1909, 1910, 1911, 1912, 1913, 1914, 1919, 1920, 1921, 1928, 1929, 1930, 1931, 1932, 1933, 1934, 1935, 1936, 1937, 1954, 1991, 2015 | 26    |
| Signal de Bisanne                   | Savoie                                    | Beaufortain                                  | HC              | 1 723 m            | 2016, 2015 | 2     |
| col de la Bonette                   | Alpes-Maritimes / Alpes-de-Haute-Provence | Mercantour-Argentera                         | HC/1er          | 2 802 m            | 1962, 1964, 1993, 2008 | 4     |
| col de Boutière                     | Drôme                                     |                                              |                 | 657 m              | 2025 | 1     |
| col de Braus                        | Alpes-Maritimes                           | Préalpes de Nice                             | 2e              | 1 002 m            | 1911, 1912, 1913, 1914, 1919, 1920, 1921, 1922, 1923, 1924, 1925, 1926, 1927, 1928, 1929, 1930, 1931, 1932, 1933, 1934, 1935, 1936, 1937, 1938, 1939, 1947, 1961 | 27    |
| col de Brouis                       | Alpes-Maritimes                           | Préalpes de Nice                             | 2e, 3e          | 880 m              | 1952, 1961 | 2     |
| col de Cabre                        | Drôme / Hautes-Alpes                      | Diois                                        | 2e/3e           | 1 180 m            | 1996, 2010, 2015 | 3     |
| côte de Canjuers                    | Var                                       |                                              | 2e              | 840 m              | 2000 | 1     |
| col de Castillon                    | Alpes-Maritimes                           | Préalpes de Nice                             | e               | 706 m              | 1911, 1912, 1913, 1914, 1919, 1920, 1921, 1922, 1923, 1924, 1925, 1926, 1927, 1928, 1929, 1930, 1931, 1932, 1933, 1934, 1935, 1936, 1938, 1947, 1948, 1950, 1952 | 27    |
| col de la Cayolle                   | Alpes-Maritimes / Alpes-de-Haute-Provence | Mercantour-Argentera / Pelat                 | 1er/2e          | 2 326 m            | 1950, 1955, 1973 | 3     |
| col des Champs                      | Alpes-Maritimes                           | Le Pelat                                     | 1er             | 2 087 m            | 1975 | 1     |
| côte de Chaillolet                  | Hautes-Alpes                              |                                              | 1er             | 1 560 m            | 1982 | 1     |
| col de Chalimont                    | Drôme                                     |                                              | 1er, 2e         | 1 350 m            | 1984, 1987, 2004 | 3     |
| col de Champ Laurent                | Savoie                                    |                                              | 1er             | 1 118 m            | 1980 | 1     |
| col de la Chau                      | Drôme                                     | Vercors                                      | 2e              | 1 337 m            | 1987, 1996 | 2     |
| col du Chaussy                      | Savoie                                    | Vanoise                                      | 1er             | 1 533 m            | 2015 | 1     |
| Chamrousse                          | Isère                                     | Belledonne                                   | HC              | 1 730 m            | 2001, 2014 | 2     |
| col des Champs                      | Alpes-Maritimes / Alpes-de-Haute-Provence | Pelat                                        | 1er             | 2 087 m            | 1975 | 1     |
| col de la Colombière                | Haute-Savoie                              | Bornes                                       | 1er, 2e         | 1 607 m            | 1960, 1968, 1975, 1978, 1980, 1982, 1983, 1984, 1985, 1987, 1990, 1991, 1994, 1997, 2000, 2002, 2006, 2007, 2009, 2010, 2016, 2018, 2021 | 23    |
| col du Coq                          | Isère                                     | Chartreuse                                   | 1er             | 1 434 m            | 1984, 1987 | 2     |
| col du Corbier                      | Haute-Savoie                              | Chablais                                     | 2e, 3e          | 1 235 m            | 1975, 1977 (x2), 1978, 1984, 1985, 1988 | 7     |
| Cordon                              | Haute-Savoie                              | plaine de l'Arve                             | 2e              | 975 m              | 1968 | 1     |
| Cormet de Roselend                  | Savoie                                    | massif du Beaufortain / massif du Mont-Blanc | 1er, 2e         | 1 968 m            | 1979, 1984, 1987, 1992, 1995, 1996, 2002, 2005, 2007, 2009, 2018, 2019, 2020, 2021, 2023, 2025 | 16    |
| col de Cou                          | Haute-Savoie                              | Chablais                                     | 2e, 3e          | 1 116 m            | 1969, 1970, 1977, 1981, 1984, 2023 | 6     |
| Courchevel                          | Savoie                                    | Vallée de la Tarentaise                      | 1er             | 2 000 m            | 1997, 2000, 2005 | 3     |
| Crans-Montana                       | Valais                                    | massif                                       | 1er             | 1 670 m            | 1984 | 1     |
| col de la Croix                     | Vaud                                      | massif                                       | 1er             | 1 778 m            | 1997, 2022 | 2     |
| colle del Mortè                     |                                           | massif                                       | e               | m                  | 2008 |       |
| Col de la Colle-Saint-Michel        | Alpes-de-Haute-Provence                   | Pelat / Préalpes de Castellane               | 2e              | 1 431 m            | 1919, 2015 | ?     |
| Col de Corobin                      | Alpes-de-Haute-Provence                   | Trois-Évêchés                                | 2e              | 1 230 m-1 261 m    | 1969, 2005 | 2     |
| col de la Couillole                 | Alpes-Maritimes                           | Mercantour-Argentera                         | 2e              | 1 678 m            | 1973, 1975,2024 | 3     |
| col de la Croix-de-Fer              | Savoie                                    | Grandes Rousses / Les Arves                  | HC, 1er         | 2 067 m            | 1947, 1948, 1952, 1956, 1961, 1963, 1966, 1986, 1989, 1992, 1995, 1998, 1999, 2006, 2008, 2012, 2015 (x2), 2017, 2018, 2022 | 21    |
| col de la Croix-Fry                 | Haute-Savoie                              | Les Aravis                                   | 1er             | 1 477 m            | 1994, 1997, 2004, 2013, 2018, 2023 | 6     |
| col du Cucheron                     | Isère                                     | Chartreuse                                   | 1er, 2e, 3e     | 1 139 m            | 1947, 1948, 1951, 1958, 1961, 1962, 1965, 1968, 1970, 1971, 1978, 1983, 1987, 1989, 1998 | 15    |
| Les Deux Alpes                      | Isère                                     | Les Écrins                                   | 1er             | 1 644 m            | 1998, 2002 | 2     |
| côte de Domancy                     | Haute-Savoie                              |                                              | 2e              | 810 m              | 2016, 2021, 2023 | 3     |
| col de l'Écharasson                 | Drôme                                     | Vercors                                      | 1er             | 1 146 m            | 2004 | 1     |
| côte d'Engins                       | Isère                                     |                                              | 2e              | 865 m              | 1988, 1990 | 2     |
| col de l'Épine                      | Haute-Savoie                              | Les Aravis                                   | 1er             | 947 m              | 1995, 2007, 2013 | 3     |
| col de l'Espigoulier                | Bouches-du-Rhône                          | Sainte-Baume                                 | 2e, 3e, 4e      | 728 m              | 1957, 1969, 1973, 1993 | 4     |
| col d'Espréaux                      | Hautes-Alpes                              | Bochaine                                     | 2e              | 1 160 m            | 1982, 1986 | 2     |
| col du Festre                       | Hautes-Alpes                              | Dévoluy                                      | 2e, 3e          | 1 441 m            | 1970, 1982, 2020 | 3     |
| col du Feu                          | Haute-Savoie                              | Chablais                                     | 1re             | 1 117 m            | 2023 | 1     |
| col d'Èze                           | Alpes-Maritimes                           | Préalpes de Nice                             | 2e              | 490 m              | 1953, 2020 | 2     |
| Finhault-Émosson                    | Valais                                    | massif                                       | HC              | 1 960 m            | 2016 | 1     |
| col de la Forclaz                   | Valais                                    | massif                                       | 1er, 2e         | 1 527 m            | 1948, 1959, 1963, 1966, 1969, 1977, 2016 | 7     |
| col de la Forclaz                   | Haute-Savoie                              | Les Bornes                                   | 1er             | 1 147 m            | 1959, 1997, 2004, 2016, 2023 | 5     |
| Col de la Forclaz de Queige         | Savoie                                    | Beaufortin                                   | 2e              | 870 m              | 2016 | 1     |
| côte du Fort de Montperché          | Savoie                                    |                                              | 2e              | 945 m              | 1982 | 1     |
| côte de la Forteresse               | Isère                                     |                                              | 2e              | 660 m              | 1995 | 1     |
| col du Galibier                     | Hautes-Alpes / Savoie                     | Arves / Les Cerces                           | HC, 1er, 2e     | 2 556 m/2 645 m    | 1911, 1912, 1913, 1914, 1919, 1920, 1921, 1922, 1923, 1924, 1925, 1926, 1927, 1928, 1929, 1930, 1931, 1932, 1933, 1934, 1935, 1936, 1938, 1939, 1947, 1948, 1952, 1954, 1955, 1957, 1959, 1964, 1966, 1967, 1969, 1972, 1973, 1974, 1979, 1980, 1984, 1986, 1987, 1989, 1992, 1993, 1996, 1998, 1999, 2000, 2002, 2003, 2005, 2006, 2007, 2008, 2011, 2015, 2017, 2019, 2022 (x2) | 63    |
| col du Glandon                      | Savoie                                    | Belledonne / Les Arves                       | HC, 1er         | 1 924 m            | 1947, 1948, 1952, 1956, 1966, 1977, 1981 (x2), 1983, 1988, 1990, 1993, 1994, 1997, 2001, 2004, 2006, 2012, 2013, 2015 (1), 2015 (2), 2017, 2025 | 23    |
| Plateau des Glières                 | Haute-Savoie                              | Les Bornes                                   | HC              | 1 390 m            | 2018, 2020 | 2     |
| col du Grand Cucheron               | Savoie                                    | Belledonne                                   | 1er, 2e, 3e     | 1 188 m            | 1972, 1974, 1983, 1998, 2012 | 5     |
| col du Grand Saint-Bernard          | Valais                                    | Alpes pennines                               | HC, 1er, 2e     | 2 469 m            | 1949, 1959, 1963, 1966, 2009 | 5     |
| col du Granier                      | Savoie                                    | La Chartreuse                                | 1er, 2e         | 1 134 m            | 1947, 1948, 1951, 1958, 1960, 1961, 1962, 1965, 1968, 1970, 1972, 1978, 1983, 1985, 1989, 1998, 2012 | 17    |
| col du Granon                       | Hautes-Alpes                              | Les Cerces                                   | HC              | 2 413 m            | 1986, 2022 | 2     |
| col de Grimone                      | Drôme                                     | Le Diois                                     | 2e, 3e          | 1 318 m            | 1966, 2002 | 2     |
| montée d'Hauteville                 | Savoie                                    | Combe de Savoie                              | 1er             | 1 639 m            | 2007 | 1     |
| côte d'Héry                         | Savoie                                    |                                              | 2e              | 1 030 m            | 1995 | 1     |
| col de l'Homme Mort                 | Drôme                                     | Monts de Vaucluse                            | 2e              | 1 211 m            | 1956 | 1     |
| col de l'Holme                      | Isère                                     | Les Écrins                                   | 2e              | 1 208 m            | 1970 | 1     |
| col de l'Iseran                     | Savoie                                    | Vanoise / Alpes grées                        | HC, 1er         | 2 770 m            | 1938, 1939, 1949, 1959, 1963, 1992, 2007, 2019 | 8     |
| Isola 2000                          | Alpes-Maritimes                           | Mercantour                                   | HC              | 1 900 m            | 1993 | 1     |
| col d'Izoard                        | Hautes-Alpes                              | Queyras                                      | HC, 1er         | 2 360 m            | 1922, 1923, 1924, 1925, 1926, 1927, 1936, 1937, 1938, 1939, 1947, 1948, 1949, 1950, 1951, 1953, 1954, 1956, 1958, 1960, 1962, 1965, 1972, 1973, 1975, 1976, 1986, 1989, 1993, 2000, 2003, 2006, 2011, 2014, 2017, 2019 | 36    |
| col de Jambaz                       | Haute-Savoie                              | Chablais                                     | 3e              | 1 027 m            | 2022 | 1     |
| côte de Javon                       | Vaucluse                                  | Chablais                                     | 2e              | 730 m              | 2000 | 1     |
| col de Joux Plane                   | Haute-Savoie                              | Chablais                                     | HC, 1er         | 1 691 m            | 1978, 1980, 1981, 1982, 1983, 1984, 1987, 1991, 1997, 2000, 2006, 2016, 2023 | 13    |
| col de la Joux Verte                | Haute-Savoie                              | Chablais                                     | 1er             | 1 760 m            | 1981 | 1     |
| col du Labouret                     | Alpes-de-Haute-Provence                   | Trois-Évêchés                                | 2e, 3e, 4e      | 1 240 m            | 1953, 1976, 1980, 1989, 2005 | 5     |
| côte de Laffrey                     | Isère                                     | massif                                       | 1er, 2e         | 910 m              | 1905, 1906, 1907, 1908, 1909, 1910, 1911, 1912, 1933, 1934, 1935, 1936, 1937, 1951, 1954, 1970, 1971, 1984, 1987, 1989, 2010 | 21    |
| Lans-en-Vercors                     | Isère                                     | Vercors                                      | 2e              | 1 410 m            | 1985 | 1     |
| col du Lautaret                     | Hautes-Alpes                              | Arves / Écrins                               | 1er, 2e, 3e     | 2 058 m            | 1911, 1947, 1948, 1950, 1951, 1953, 1954, 1958, 1959, 1960, 1962, 1965, 1972, 1976, 1984, 1986, 1987, 1989, 1992, 1996, 2000, 2002, 2003, 2006 (x2), 2008, 2011, 2014, 2019 | 29    |
| col de Leschaux                     | Haute-Savoie/Savoie                       | Bauges                                       | 2e, 3e          | 897 m/944 m        | 1970, 1978, 1985, 1991, 2013 | 5     |
| col de la Liguière                  | Vaucluse                                  | Monts de Vaucluse                            | 1er             | 998 m              | 2020 | 1     |
| col des Limouches                   | Drôme                                     | Vercors                                      | 2e, 3e          | 1 086 m            | 1996, 2004 | 2     |
| col de la Lombarde                  | Piémont / Alpes-Maritimes                 | Mercantour-Argentera                         | HC              | 2 351 m            | 2008 | 1     |
| col de la Loze                      | Savoie                                    | Vanoise                                      | HC              | 2 304 m            | 2020, 2023, 2025 | 3     |
| col Luitel                          | Isère                                     | Belledonne                                   | 1er, 2e         | 1 235 m            | 1956, 1958, 1960, 1962, 1976, 1978, 1981 | 7     |
| col de Macuègne                     | Drôme                                     | Monts de Vaucluse / Baronnies                | 2e, 3e          | 1 068 m            | 1956, 1970, 1974, 2013 | 4     |
| col de la Madeleine                 | Savoie                                    | Vanoise / Lauzière                           | HC, 1er         | 2 000 m            | 1969, 1973, 1975, 1977, 1979, 1980, 1981, 1983, 1984, 1987, 1988, 1990, 1994, 1995, 1996, 1997, 1998, 2000, 2001, 2002, 2004, 2005, 2010, 2012, 2013, 2018, 2020, 2025 | 28    |
| col de Manse                        | Hautes-Alpes                              | Écrins                                       | 1er, 2e, 3e, 4e | 1 268 m            | 1971, 1972 (x2), 1989, 2011, 2013 (x2), 2015 | 8     |
| col de Marocaz                      | Savoie                                    |                                              | 2e, 4e          | 958 m              | 1954, 1974 | 2     |
| col de Menée                        | Drôme                                     | Diois / Vercors                              | 2e              | 1 402 m            | 1994 | 1     |
| Les Menuires                        | Savoie                                    | Vanoise                                      | 1er             | 1 800 m            | 1979 | 1     |
| Méribel                             | Savoie                                    | Vanoise                                      | 2e              | 1 750 m            | 1973, 2023 | 2     |
| col du Mollard                      | Savoie                                    | Arves                                        | 2e              | 1 638 m            | 2006, 2012, 2015 | 3     |
| côte de Montaud                     | Isère                                     |                                              | 1er, 2e         | 689 m              | 1981, 1985 | 2     |
| col du Mont-Cenis                   | Savoie                                    | Mont-Cenis                                   | HC, 1er, 2e     | 2 083 m            | 1949, 1956, 1961, 1992, 1999 | 5     |
| Mont Faron                          | Var                                       | Monts toulonnais                             | 1er             | 511 m              | 1957 | 1     |
| côte du Mont-des-Princes            | Haute-Savoie                              |                                              | 2e              | 696 m              | 2003 | 1     |
| côte de Montaud                     | Isère                                     |                                              | 2e              | 689 m              | 1981, 1985 | 2     |
| col des Montets                     | Haute-Savoie                              | Mont-Blanc/Aiguilles Rouges                  | 2e, 3e          | 1 461 m            | 1959, 1963, 1966, 1969, 1977 | 5     |
| col de Montgenèvre                  | Hautes-Alpes                              | Cerces / Queyras                             | 1er, 2e         | 1 854 m            | 1949, 1952, 1956, 1966, 1976, 1992, 1996 (x2), 1999, 2011 | 10    |
| Lacets de Montvernier               | Savoie                                    |                                              | 2e              | 782 m              | 2015, 2018, 2022 | 3     |
| Pas de Morgins                      | Valais/Haute-Savoie                       | Chablais                                     | 1er, 3e         | 1 369 m            | 1977 (x2), 1978, 1984, 1985, 1988, 1997, 2022 | 8     |
| col de La Morte                     | Isère                                     | Taillefer                                    | 2e              | 1 368 m            | 1979, 2015 | 2     |
| col des Mosses                      | Vaud                                      | Alpes bernoises                              | 2e, 3e          | 1 445 m            | 1949, 1997, 2000, 2009, 2016, 2022 | 6     |
| col des Mouilles                    | Isère                                     | massif                                       | 2e              | 1 016 m            | 1981 | 1     |
| col de Murs                         | Vaucluse                                  | Monts de Vaucluse                            | 2e              | 627 m              | 1967, 1998, 2000 | 3     |
| col de Notre-Dame-des-Abeilles      | Vaucluse                                  | massif                                       | 2e, 3e          | 996 m              | 2000, 2009 | 2     |
| col du Noyer                        | Hautes-Alpes                              | Dévoluy                                      | 1er, 2e         | 1 664 m            | 1970, 1971, 1982, 2010 | 4     |
| Orcières Merlette 1850              | Hautes-Alpes                              | massif                                       | 1er             | 1 825 m            | 1971, 1972, 1982, 1989, 2020 | 5     |
| col d'Ornon                         | Isère                                     | Taillefer / Écrins                           | 2e, 3e          | 1 371 m            | 1966, 1979, 1982, 1991, 1994, 2002, 2013, 2017 | 8     |
| Les Orres                           | Hautes-Alpes                              | massif                                       | 2e              | 1 496 m            | 1973 | 1     |
| col de Palaquit                     | Isère                                     | Chartreuse                                   | 1er             | 1 154 m            | 2014 | 1     |
| col de Perty                        | Drôme                                     | Baronnies                                    | 2e, 3e          | 1 303 m            | 1958, 1960, 1965, 1972, 2006 | 5     |
| col du Petit Saint-Bernard          | Italie / Savoie                           | Alpes grées                                  | 1er, 2e         | 2 188 m            | 1949, 1959, 1963, 2009 | 4     |
| La Plagne                           | Savoie                                    | Vanoise                                      | HC              | 1 980 m            | 1984, 1987, 1995, 2002, 2025 | 5     |
| col de Plainpalais                  | Savoie                                    | massif des Bauges                            | 2e, 3e          | 1 173 m            | 1954, 1970, 1978, 1985, 1991, 1998 | 6     |
| Le Pleynet-les-Sept-Laux            | Isère                                     | chaîne de Belledonne                         | 1er             | 1 445 m            | 1981 | 1     |
| Côte du Pont-d'Arbon                | Haute-Savoie                              | massif                                       | 2e              | 1 110 m            | 1988 | 1     |
| col de Porte                        | Isère                                     | Chartreuse                                   | 1er, 2e         | 1 326 m            | 1907, 1908, 1909, 1910, 1947, 1948, 1951, 1958, 1961, 1962, 1963, 1965, 1968, 1970, 1971, 1978, 1989, 1998, 2020 | 19    |
| Pra-Loup                            | Alpes-de-Haute-Provence                   | massif                                       | 1er/2e          | 1 620 m/1 630 m    | 1975, 1980, 2015 | 3     |
| Côte de Pra Martino                 | Piémont                                   | massif                                       | 2e              | 912 m              | 2011 | 1     |
| Prapoutel-les Sept Laux             | Isère                                     | chaîne de Belledonne                         | 1er             | 1 358 m            | 1980 | 1     |
| col des Prés                        | Savoie                                    | Bauges                                       | 3e              | 1 135 m            | 1998, 2013 | 2     |
| col du Pré                          | Savoie                                    | Beaufortain                                  | HC              | 1 748 m            | 2018, 2021, 2025 | 3     |
| Côte du Puget                       | Haute-Savoie                              | massif                                       | 2e              | 796 m              | 2013 | 1     |
| Côte de Puy-Sanières                | Hautes-Alpes                              | Écrins                                       | 2e              | 1 173 m            | 2013 | 1     |
| col de la Ramaz                     | Haute-Savoie                              | Chablais                                     | 1er             | 1 619 m            | 1981, 2003, 2010, 2016, 2023 | 5     |
| Côte de Réallon                     | Hautes-Alpes                              | massif                                       | 2e              | 1 227 m            | 2013 | 1     |
| Mont Revard                         | Savoie                                    | Bauges                                       | 1er, 2e         | 1 418 m-1 500 m    | 1965, 1972, 1991, 1998, 2013 | 5     |
| Côte de Revel                       | Isère                                     | massif                                       | 2e              | 752 m              | 2020 | 1     |
| Risoul                              | Hautes-Alpes                              | Parpaillon                                   | 1er             | 1 855 m            | 2014 | 1     |
| col de Romme                        | Haute-Savoie                              | Chaîne des Aravis                            | 1er             | 1 297 m            | 2009, 2018, 2021 | 3     |
| col de Romeyère                     | Isère                                     | Vercors                                      | 2e              | 1 074 m            | 1954, 1959, 1985 | 3     |
| col de la Roquette                  | Alpes-Maritimes                           |                                              | 2e              | 570 m              | 1964, 1981 | 2     |
| La Rosière-Espace San Bernardo      | Vallée d'Aoste/Savoie                     |                                              | 1er             | 1 855 m            | 2018 | 1     |
| col du Rousset                      | Drôme                                     | Vercors                                      | 2e              | 1 254 m            | 1984, 1996, 1998 | 3     |
| La Ruchère                          | Isère                                     | Chartreuse                                   | HC              | 1 160 m            | 1984 | 1     |
| col des Sagnes                      | Alpes-de-Haute-Provence                   | Préalpes de Digne                            | 2e              | 1 182 m            | 1951 | 1     |
| côte de Saint-Apollinaire           | Hautes-Alpes                              |                                              | 2e              | 1 253 m            | 2002 | 1     |
| Saint-Gervais-Mont-Blanc-Le Bettex  | Haute-Savoie                              | massif                                       | 1er, 3e         | 970 m/1 400 m      | 1990, 1992, 2016, 2023 | 4     |
| col Saint-Jean                      | Alpes-de-Haute-Provence                   | Préalpes de Digne/Massif des Trois-Évêchés   | 2e, 3e          | 1 332 m            | 1976, 1980, 1989, 2005 | 4     |
| col Saint-Jean                      | Drôme                                     |                                              | 2e              | 1 157 m            | 1970 | 1     |
| col Saint-Martin                    | Alpes-Maritimes                           | Mercantour-Argentera                         | 1er, 2e, 3e     | 1 500 m            | 1973, 1975, 2020 | 3     |
| Côte de Saint-Martin-d'Uriage       | Isère                                     |                                              | 2e              | 626 m              | 1981 | 1     |
| Côte de Saint-Nizier-du-Moucherotte | Isère                                     | Vercors                                      | 1er, 2e         | 1 169 m-1 180 m    | 1950, 1954, 1985, 1989, 2020 | 5     |
| Côte de Saint-Pierre-de-Chartreuse  | Isère                                     | Chartreuse                                   | 2e              | 880 m              | 1984 | 1     |
| col des Saisies                     | Savoie                                    | Beaufortain                                  | 1er, 2e         | 1 624 m-1 650 m    | 1979, 1984, 1987, 1992, 1994, 1995, 2000, 2002, 2006, 2009, 2010, 2020, 2021, 2023, 2025 | 15    |
| Mont Salève                         | Haute-Savoie                              | Préalpes                                     | 1er, 2e         | 1 283 m-1 345 m    | 1973, 1974, 1981, 1992 | 4     |
| col de Sarenne                      | Isère                                     | Grandes Rousses                              | 2e              | 1 999 m            | 2013 | 1     |
| col de Saxel                        | Haute-Savoie                              | Chablais                                     | 3e              | 944 m              | 2023 | 1     |
| Mont-Saxonnex                       | Haute-Savoie                              | chaîne du Bargy                              | 1er             | 960 m              | 2021 | 1     |
| Semnoz                              | Haute-Savoie                              | Bauges                                       | HC, 1er         | 1 670 m            | 1998, 2013 | 2     |
| col de la Sentinelle                | Hautes-Alpes                              | Dôme de Remollon                             | 2e, 3e          | 981 m              | 1950, 1951, 1953, 1956, 1958, 1960, 1965, 1970, 1996, 2006, 2019 | 11    |
| côte de Serre-Eyraud                | Hautes-Alpes                              |                                              | 1er             | 1 614 m            | 1982 | 1     |
| Sestrières                          | Piémont                                   | massif                                       | 1er, 2e         | 2 035 m            | 1952, 1956, 1966, 1992, 1996, 1999, 2011 | 7     |
| côte de la Table                    | Savoie                                    |                                              | 2e              | 915 m              | 1983 | 1     |
| col de Tamié                        | Savoie                                    | Bauges                                       | 2e, 3e          | 907 m              | 1933, 1934, 1935, 1936, 1937, 1939, 1957, 1964, 1967, 1973, 1997, 1999, 2004, 2007, 2013 | 15    |
| col de Tartaiguille                 | Drôme                                     |                                              |                 | 396 m              | 2025 | 1     |
| col du Télégraphe                   | Savoie                                    | Cerces                                       | 1er, 2e, 3e, 4e | 1 566 m            | 1911, 1912, 1924, 1933, 1934, 1935, 1936, 1937, 1947, 1948, 1952, 1954, 1955, 1957, 1959, 1964, 1966, 1967, 1969, 1972, 1973, 1974, 1975, 1979, 1984, 1986, 1989, 1992, 1993, 1996, 1998, 1999, 2000, 2002, 2003, 2005, 2006, 2007, 2008, 2011, 2015, 2017, 2022 | 43    |
| col de Tende                        | Alpes-Maritimes                           | Mercantour-Argentera / Alpes ligures         | 2e, 3e          | 1 871 m            | 1952, 1961 | 2     |
| Tignes                              | Savoie                                    | Vanoise                                      | 1er             | 2 068 m-2 089 m    | 2007, 2019, 2021 | 3     |
| col de Tourniol                     | Drôme                                     | Vercors                                      | 1er             | 1 140 m            | 1987 | 1     |
| La Toussuire                        | Savoie                                    | Arvan-Villards                               | 1er             | 1 705 m            | 2006, 2012, 2015 | 3     |
| La Turbie                           | Alpes-Maritimes                           |                                              | 2e, 3e          | 480 m              | 1947, 1952, 1955, 1964, 2009 | 5     |
| col de Turini                       | Alpes-Maritimes                           | Préalpes de Nice                             | 1er             | 1 607 m            | 1948, 1950, 1973, 2020 | 4     |
| col de Valberg                      | Alpes-Maritimes                           | Mercantour-Argentera                         | 2e              | 1 673 m            | 1973 | 1     |
| Val-d'Isère                         | Savoie                                    | Vanoise                                      | 1er             | 1 820 m            | 1963, 1996 | 2     |
| Val Thorens                         | Savoie                                    | Vanoise                                      | HC              | 2 275 m-2 365 m    | 1994, 2019 | 2     |
| col de Vars                         | Hautes-Alpes/Alpes-de-Haute-Provence      | Parpaillon / Escreins                        | 1er, 2e         | 2 109 m            | 1922, 1923, 1924, 1925, 1926, 1927, 1933, 1934, 1935, 1936, 1937, 1938, 1939, 1947, 1948, 1949, 1950, 1951, 1953, 1955, 1957, 1958, 1960, 1962, 1964, 1965, 1967, 1969, 1972, 1975, 1986, 1989, 1993, 2000, 2017, 2019, 2025 | 36    |
| col de Vasson                       | Alpes-Maritimes                           | massif                                       | 2e              | 1 700 m            | 1950, 1955 | 2     |
| Mont Ventoux                        | Vaucluse                                  | Monts de Vaucluse                            | HC, 1er         | 1 912 m            | 1951, 1952, 1955, 1958, 1965, 1967,1970,1972,1974, 1987, 1994, 2000, 2002, 2009, 2013, 2016, 2021 (x2), 2025 | 19    |
| Verbier                             | Valais                                    | Alpes pennines                               | 1er             | 1 468 m            | 2009 | 1     |
| Villard-de-Lans                     | Isère                                     | Vercors                                      | 2e, 3e          | 1 023 m-1 052 m    | 1985, 1987, 1988, 1989, 1990, 2004, 2020 | 7     |